# 루돌프 이스마이어

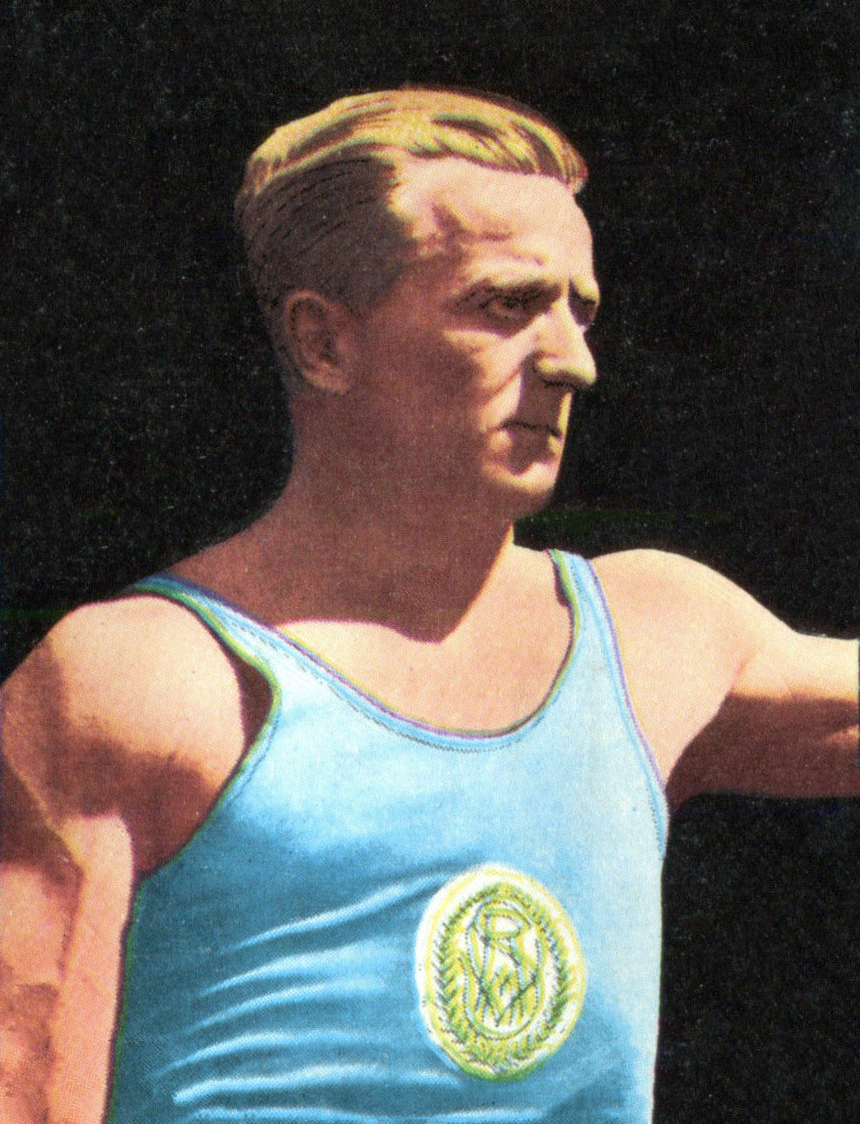

루돌프 이스마이어(독일어: Rudolf Ismayr, 1908년 10월 14일 ~ 1998년 5월 9일)는 독일의 역도 선수였다.
바이에른주 란츠후트에서 태어난 이스마이어는 1932년 로스앤젤레스 올림픽에서 미들급 금메달을 획득하였다.
4년 후, 베를린 올림픽에서는 개막식에서 선서를 가졌고, 같은 무게급 부문에서 은메달에 그쳤다.
1931년과 1935년 사이에 그는 5개의 공식적, 6개의 비공식적 세계 기록을 세웠다.
89세의 나이로 마르카르트슈타인에서 사망하였다.